# عجينة التارت
عجينة البسكويت القصيرة (بالإنجليزية: Shortcrust pastry)‏ (نقحرة: عجينة الشورت كريست) هي نوع من المعجنات تستخدم غالبًا كقاعدة للفطائر والكيش والفطائر والفلان (بالمعنى البريطاني الإنجليزي). يمكن استخدام عجينة البسكويت القصيرة لصنع الفطائر الحلوة والمالحة مثل فطيرة التفاح والكيش وميرينغ الليمون أو فطيرة الدجاج.
تعتمد وصفات عجينة البسكويت القصيرة عادة على كمية الدقيق ضعف كمية الدهون بالوزن. يتم خلط الدهون (السمنة، الزيوت النباتية المختصرة، الزبدة أو مارغرين غني بالدهون كاملة الدسم) مع الدقيق العادي لإنشاء خليط فضفاض يتم تجميعه باستخدام كمية صغيرة من الماء المثلج، ثم يتم طحنه وتشكيله ووضعه ليكون الجزء العلوي أو السفلي للفطيرة. في كثير من الأحيان، يتم استخدام كميات متساوية من الزبدة والسمنة لصنع العجينة، مما يضمن أن الوزن المجموع للدهون يكون نصف وزن الدقيق. يتم استخدام الزبدة لإعطاء العجينة طعمًا غنيًا، بينما يضمن السمنة النسيج المثالي.

## أنواع
- بات أفونسيه هي عجينة البسكويت القصيرة الفرنسية التي تحتوي على البيض. يتم خلط البيض والزبد مع كمية صغيرة من السكر والملح قبل أن يتم دمج الدقيق في الخليط وإضافة الماء البارد لربطه.[3]
- بات بريزيه مشابهة لـ بات أفونسيه، ولكنها أخف وأكثر هشاشة بفضل زيادة كمية الزبدة - تصل إلى ثلثي كمية الدقيق. في كثير من الأحيان يتم إعدادها بدون سكر كقشرة مالحة للفطائر.[3]
- بات سابليه مصنوعة بمزيد من السكر، مما يحلى الخليط ويعيق خيوط الغلوتين، مما يخلق عجينة تتفتت بسهولة في الفم. بديل لها هو عجينة خالية من الجلوتين.
- بات سوكريه لها نفس المكونات كـ بات سابليه، ولكن يتم خفق الزبدة مع السكر والبيض قبل أن يتم طي الدقيق فيه. هذا يمزج الزبدة بشكل أفضل، مما يجعل العجينة تنتفخ أقل، مما يخلق عجينة "هشة" وجافة أكثر، بدلاً من القوام المتفتت للعجائن السابقة.

## تقنيات
عند إعداد عجينة البسكويت القصيرة، يتم "قطع" الدهون والدقيق معًا، بدلاً من خلطهما، ويتم الاحتفاظ بالمكونات باردة. يتأكد ذلك من بقاء الدهون متميزة في العجينة، وعندما تسخن أثناء الخبز، يتم إطلاق البخار، مما يؤدي إلى التجاويف التي تجعل العجينة مقرمشة. يتم إضافة الماء فقط عندما يتم خلط الدهون والدقيق بشكل جيد. يتأكد ذلك من تغطية حبيبات الدقيق بشكل كافي بالدهون والتقليل من تطور الجلوتين. يمكن تحقيق ذلك باستخدام معالج الطعام، أداة متخصصة تسمى مزج العجين، أو من خلال بدائل مختلفة، مثل زوج من السكاكين المائدة التي تُمسك بيد واحدة، أو توزيع الدقيق والدهون معًا باستخدام كعب اليد بطريقة تعرف باسم (fraisage).
تعتبر العجينة المفرطة في العجين خطأ مشتركًا عند تحضير عجينة البسكويت القصيرة، حيث يتم تكوين الغلوتين بشكل زائد وتكون العجينة صعبة وقاسية بدلاً من أن تكون هشة ومقرمشة.